# Fouchécourt (Wogezy)
Fouchécourt – miejscowość i gmina we Francji, w regionie Grand Est, w departamencie Wogezy.
Według danych na rok 1990 gminę zamieszkiwały 72 osoby, a gęstość zaludnienia wynosiła 15 osób/km² (wśród 2335 gmin Lotaryngii Fouchécourt plasuje się na 973. miejscu pod względem liczby ludności, natomiast pod względem powierzchni na miejscu 1028.).